# 데이비드 하틀리

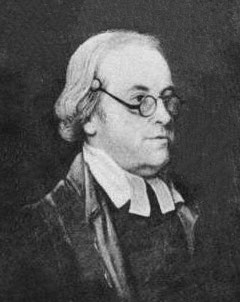
데이비드 하틀리

데이비드 하틀리(David Hartley, 1705년 6월 21일 ~ 1757년 8월 28일)은 영국의 철학자이다. 심리학에서의 관념 연합설의 창시자이다.

## 생애
하틀리는 1705년 6월 21일 출생하였다. 그는 브래드퍼드 그래머 스쿨과 케임브리지 대학교의 지저스 칼리지에서 수학하였다. 1727년에 그는 지저스 칼리지의 교수진이 되었다. 그는 원래 종교인이 될 생각이었으나, 39개조 신앙고백에 대한 선서를 해야 하는 것 등에 대해 거부감을 느껴 의학으로 전향하였다. 그러나 그는 여전히 영국 국교회에 속해 있었고, 당시로서는 성직자로 널리 알려져 있었다. 그가 가장 크게 거부했던 교리는 영구적인 징벌이었다. 하틀리는 뉴어크에서 의사로 생활하였고, 1757년 8월 28일 사망하였다.

## 저작
하틀리는 1749년 Observations on Man을 출판하였다. 이 책은 크게 두 부분으로 이루어져 있는데, 첫 번째 부분에서 그는 사람의 몸과 마음, 그리고 그 관계에 대해서 다루었다. 두 번째 부분에서는 인간의 의무와 기대에 대해서 저술하였다. 하틀리가 주장한 두 가지 주요 사상은 동요의 원리와 연합의 원리이다.

## 사상
하틀리는 감각에 우선해서 사람의 마음은 비어있고, 간단한 감각에 의한 성장이 감각으로부터 멀리 떨어진 의식을 만든다고 주장하였다. 하틀리가 관심을 가졌던 성장의 법칙은 접근, 동시성, 연속성의 법칙이다. 이 법칙을 통해서 그는 기억 현상뿐만 아니라 그 이전에 설명되었던 많은 유사한 현상들, 그리고 수의적인 행동과 불수의적인 행동을 설명하였다.
 본 문서에는 현재 퍼블릭 도메인에 속한 브리태니커 백과사전 제11판의 내용을 기초로 작성된 내용이 포함되어 있습니다.